# چونیان
چونیان (به انگلیسی: Chunian) یک شهر در پاکستان است که در ناحیه قصور واقع شده‌است. چونیان ۶۳۴٬۲۳۶ نفر جمعیت دارد و ۱۸۶ متر بالاتر از سطح دریا واقع شده‌است.